# 福雷利尼翁河
福雷利尼翁河（法語：Lignon du Forez，法語發音：[liɲɔ̃ dy fɔʁɛ]，意即为“福雷的利尼翁河”），或纯音译作利尼翁迪福雷河，是法国奥弗涅-罗讷-阿尔卑斯大区卢瓦尔省的河流，是卢瓦尔河的左支流，长59千米。“福雷”后缀是为了与另一条利尼翁河（沃莱利尼翁河）作区分。